# Włoskie zrzutki
Włoskie zrzutki (ang. odds and evens) – ustalenie wistowe, według którego przy zrzutce nie do koloru, zrzucenie wysokiej blotki parzystej sugeruje zmianę wistu na kolor wyższy, niskiej blotki parzystej na kolor niższy (tak jak w sygnale krakowskim), ale zrzucenie blotki nieparzystej sugeruje wist w kolor zrzutki.
Zobacz też: terminologia brydżowa